# La Roda
La Roda este un oraș din Spania, situat în provincia Albacete din comunitatea autonomă Castilia-La Mancha. Are o populație de aproximativ 15000 de locuitori.
1. ↑   https://www.latribunadealbacete.es/noticia/z920191a2-b217-ff98-dd10eb68d1b0cf24/201811/aroca-no-repetira-como-candidato-a-la-alcaldia-de-la-roda Lipsește sau este vid: |title= (ajutor)